# Tupandi

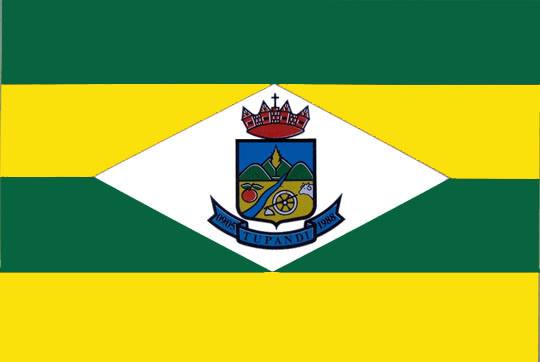
Bandera de Tupandi.

Tupandi es un municipio brasileño del estado de Rio Grande do Sul.
Se encuentra ubicado a una latitud de 29º28'35" Sur y una longitud de 51º25'16" Oeste, estando a una altitud de 63 metros sobre el nivel del mar. Su población estimada para el año 2004 era de 3.283 habitantes.
Ocupa una superficie de 66,9,1 km².
- Datos: Q744647
- Multimedia: Tupandi / Q744647